# Rildo
Rildo da Costa Menezes, más conocido como Rildo, (Recife, 23 de enero de 1942-Los Ángeles, 16 de mayo de 2021) fue un futbolista brasileño que se desempeñó como lateral izquierdo y también como entrenador.

## Carrera profesional

### Como jugador
Inició su carrera en el Íbis Sport Club, en Recife en 1959. Después de una temporada en Sport, se mudó a Río de Janeiro, donde audicionó para Botafogo.
En ese momento, Nilton Santos, titular del puesto en el club y en la selección brasileña, comenzó a jugar como defensa. Con eso, Rildo tuvo una oportunidad y se estableció en Botafogo, por lo que ganó los títulos estatales de 1961 y 1962, además del Torneo Río-São Paulo de 1962 y 1964. Rildo, siempre titular, formó parte de una de las escuadras más grandes que ha tenido Botafogo en toda su historia, por muchos especialistas, el más grande de todos, jugando junto a Nilton Santos, Garrincha, Didi, Amarildo y Zagallo, todos Bi-Campeones con el Selección brasileña en el Mundial de Chile de 1962.
Llegó al Santos Futebol Clube en 1966, habiendo jugado junto a Pelé, Pepe, Coutinho y Clodoaldo. Jugó en el club durante cinco años y ganó, entre otros títulos el Campeonato Paulista (1967, 1968 y 1969), la Supercopa Sudamericana (1968) y la Supercopa de Campeones Intercontinentales (1968).
Fue uno de los convocados por Vicente Feola para disputar el Mundial de 1966. En la competición, jugó solo un partido, anotando el gol de Brasil en la derrota por 3-1 ante Portugal. En total, hubo 49 partidos para la selección nacional entre 1963 y 1969.
Después de una temporada en el CEUB EC en Brasilia y ABC en Natal, jugó para el New York Cosmos en 1977. Jugó para otros tres clubes en los Estados Unidos, antes de terminar su carrera en 1980, a la edad de 38 años, defendiendo a los Cleveland Cobras.

### Como entrenador
Tuvo una carrera corta como entrenador. Entrenó sólo tres clubes, todos de Estados Unidos: California Emperors, en 1990; Los Ángeles Salsa, en 1993; y San Fernando Valley Golden Eagle, en 1995.

## Fallecimiento
Rildo falleció el 16 de mayo de 2021, a los 79 años, en Los Ángeles.

## Títulos
Botafogo
- Campeonato Carioca: (1961, 1962).
- Torneo Río-São Paulo: (1962, 1966).

Santos
- Campeonato Paulista: (1967, 1968 y 1969).
- Supercopa Sudamericana: (1968).
- Supercopa de Campeones Intercontinentales: (1968).
- Torneo Roberto Gomes Pedrosa: (1968).

Cosmos
- NASL: (1977)